# Parque Ecológico do Sóter
Parque Ecológico do Sóter är en park i Brasilien.   Den ligger i kommunen Campo Grande och delstaten Mato Grosso do Sul, i den södra delen av landet, 900 km sydväst om huvudstaden Brasília. Parque Ecológico do Sóter ligger 644 meter över havet.
Terrängen runt Parque Ecológico do Sóter är platt. Runt Parque Ecológico do Sóter är det ganska tätbefolkat, med 248 invånare per kvadratkilometer.. Närmaste större samhälle är Campo Grande, 7,4 km väster om Parque Ecológico do Sóter.
Runt Parque Ecológico do Sóter är det i huvudsak tätbebyggt.